# Antonio Muñoz Molina
Pour les articles homonymes, voir Antonio Muñoz (homonymie), Muñoz et Molina.
Œuvres principales
- L'Hiver à Lisbonne
- Le Royaume des voix
- Pleine Lune
- Dans la grande nuit des temps
- Un promeneur solitaire dans la foule

Antonio Muñoz Molina, né le 10 janvier 1956 à Úbeda (Province de Jaén) en Andalousie (Espagne), est un écrivain espagnol, membre depuis 1995 de la Académie royale espagnole fondée en 1713. Il réside à Madrid et à New York, où il a dirigé l'Institut Cervantes jusqu'en 2006.
Il a reçu le prix Princesse des Asturies en 2013 et le Prix Médicis étranger en 2020.

## Biographie
Après des études d'histoire de l'art à l'université de Grenade et de journalisme à l'université centrale de Madrid, Antonio Muñoz Molina travaille comme fonctionnaire à Grenade et écrit des articles dans le quotidien Ideal qui seront réunis et publiés sous le titre El Robinson urbano en 1984.
Il publie en 1986 son premier récit, Beatus Ille, entamant une carrière brillante d'écrivain couronné par de nombreuses récompenses littéraires. Son deuxième roman, L'Hiver à Lisbonne (El invierno en Lisboa), paru en 1987, reçoit le Prix de la Critique et le Prix national de littérature narrative, et est un hommage aux romans noirs américains, à ses héros et au jazz. Ce roman policier aux personnages forts et typés conte l'histoire de Santiago Biralbo, un pianiste de jazz, emporté dans une histoire dangereuse de tableau d'une valeur inestimable volé par la femme de sa vie et qu'on cherche à récupérer par tous les moyens. La fin du roman suggère que Biralbo surmontera sa solitude finale « dans la certitude obscure qu'il n'y a ni souffrance ni bonheur mais un destin inscrit dans la douceur sauvage et âpre de la musique, et qu'il importe peu, dès lors, d'être mort ou vivant ». (Éditions du Seuil, octobre 2001, quatrième de couverture).
Le Royaume des voix (El jinete polaco), paru en 1991, reçoit le Prix Planeta. Pleine Lune (Plenilunio), un deuxième roman noir publié en 1997, remporte le Prix Femina étranger en 1998.
En 2001, dans un roman court, En l'absence de Blanca (En ausencia de Blanca), hommage à Flaubert et fine analyse des ressorts profonds de l'amour passion, Antonio Muñoz Molina montre l'amour fou fait de renoncement de soi et de dépendance d'un homme simple, Mario, fonctionnaire dans une petite ville d'Andalousie, pour Blanca, sa femme, sorte de madame Bovary entichée d'art contemporain. Après une fugue fugitive et ratée de Blanca, Mario reconnaîtra-t-il la femme qu'il aimait ? et même la voix de Blanca ? "... plus chaude que jamais, dépourvue de cette pointe subtile d'éloignement et de froideur dont il s'était toujours refusé à accepter l'existence, tout comme il s'était refusé à voir, à entendre et à comprendre tant de choses, tant de mensonge infime, tant d'infidélité passée sous silence." Son amour n'a-t-il pas disparu avec sa souffrance ?
Publié en 2009, Dans la grande nuit des temps (La noche de los tiempos) est lauréat en France du Prix Méditerranée étranger 2012.
Antonio Muñoz Molina est marié à Elvira Lindo, écrivaine et journaliste espagnole. Il est père de trois enfants : deux garçons et une fille.

## Œuvre

### Romans
- Beatus Ille (1986) Publié en français sous le titre Beatus ille, traduit par Jean-Marie Saint-Lu, Arles, Actes Sud, coll. « Lettres hispaniques », 1989  (ISBN 2-86869-444-6) ; réédition, Paris, Seuil, coll. « Points. Roman » no 573, 1993  (ISBN 2-02-013324-5) ; réédition, Paris, Seuil, 2000  (ISBN 2-02-041140-7) ; réédition, Paris, Seuil, coll. « Points » no 929, 2001  (ISBN 2-02-051256-4)
- El invierno en Lisboa (1987) Publié en français sous le titre Un hiver à Lisbonne, traduit par Dominique Salgas, Arles, Actes Sud, coll. « Lettres hispaniques », 1990  (ISBN 2-86869-520-5) Publié en français sous le titre L'hiver à Lisbonne, traduit par Philippe Bataillon, Paris, Seuil, 2001  (ISBN 2-02-041335-3) ; réédition, Paris, Seuil, coll. « Points » no 4387, 2016  (ISBN 978-2-7578-6196-7)
- Beltenebros (1989) Publié en français sous le titre Beltenebros, traduit par Claude Bleton, Arles, Actes Sud, coll. « Lettres hispaniques », 1991  (ISBN 2-86869-745-3) ; réédition, Arles, Actes Sud, coll. « Babel » no 139, 1995  (ISBN 2-7427-0353-5) ; réédition, Paris, Seuil, 2004  (ISBN 2-02-041336-1) ; réédition, Paris, Éditions Points, coll. « Roman noir » no P2294, 2010  (ISBN 978-2-7578-1656-1)
- El jinete polaco (1991) Publié en français sous le titre Le Royaume des voix, traduit par Claude Bleton, Arles, Actes Sud, coll. « Lettres hispaniques », 1993  (ISBN 2-7427-0102-8) ; réédition, Paris, Seuil, coll. « Points » no 790, 2000  (ISBN 2-02-041334-5)
- Los misterios de Madrid (1992), d'abord publié en feuilleton dans le journal El País du 11 août au 7 septembre 1992 Publié en français sous le titre Les Mystères de Madrid, traduit par Claude Bleton, Arles, Actes Sud, coll. « Lettres hispaniques », 1993  (ISBN 2-86869-985-5)
- El dueño del secreto (1994), roman court Publié en français sous le titre Le Sceau du secret, traduit par Claude Bleton, Paris, Seuil, 1995  (ISBN 2-02-023077-1)
- Ardor guerrero (1995) Publié en français sous le titre Une ardeur guerrière : mémoires militaires, traduit par Philippe Bataillon, Paris, Seuil, 1999  (ISBN 2-02-028798-6)
- Plenilunio (1997) Publié en français sous le titre Pleine Lune, traduit par Philippe Bataillon, Paris, Seuil, 1998  (ISBN 2-02-032381-8) ; réédition, Paris, Seuil, coll. « Points » no 667, 1999  (ISBN 2-02-038083-8) ; réédition, Paris, Éditions Points, coll. « Roman noir » no P667, 2008  (ISBN 978-2-7578-1107-8)
- Carlota Fainberg (1999), roman court Publié en français sous le titre Carlota Fainberg, traduit par Philippe Bataillon, Paris, Seuil, 2001  (ISBN 2-02-041337-X) ; réédition, Paris, Seuil, coll. « Points » no 966, 2002  (ISBN 2-02-053053-8)
- En ausencia de Blanca (2001), roman court Publié en français sous le titre En l'absence de Blanca, traduit par Philippe Bataillon, Paris, Seuil, 2004  (ISBN 2-02-056251-0) ; réédition, Paris, Seuil, coll. « Points » no 1426, 2006  (ISBN 2-02-084952-6)
- Sefarad (2001) Publié en français sous le titre Séfarade, traduit par Philippe Bataillon, Paris, Seuil, 2003  (ISBN 2-02-051080-4) ; réédition, Paris, Seuil, coll. « Points » no 1387, 2005  (ISBN 2-02-083826-5)
- El viento de la Luna (2006) Publié en français sous le titre Le Vent de Lune, traduit par Philippe Bataillon, Paris, Seuil, 2008  (ISBN 978-2-02-091466-6) ; réédition, Paris, Seuil, coll. « Points » no 2756, 2012  (ISBN 978-2-7578-2795-6)
- La noche de los tiempos (2009) Publié en français sous le titre Dans la grande nuit des temps, traduit par Philippe Bataillon, Paris, Seuil, 2011  (ISBN 978-2-02-102534-7) ; réédition, Paris, Seuil, coll. « Points » no 2979, 2013  (ISBN 978-2-7578-3222-6)
- Como la sombra que se va (2014) Publié en français sous le titre Comme l'ombre qui s'en va, traduit par Philippe Bataillon, Paris, Seuil, 2016  (ISBN 978-2-02-124267-6) ; réédition, Paris, Seuil, coll. « Points » no 4641, 2017  (ISBN 978-2-7578-6875-1)
- Un andar solitario entre la gente (2018) Publié en français sous le titre Un promeneur solitaire dans la foule, traduit par Isabelle Gugnon, Paris, Seuil, 2020, 522 pages  (ISBN 978-2-02-140661-0)
- Tus pasos en la escalera, (2019) Publié en français sous le titre Tes pas dans l'escalier, traduit par Isabelle Gugnon, Paris, Seuil, 2023, 256 pages  (ISBN 9782021457841)

### Recueils de nouvelles
- Las otras vidas (1988), inclus les nouvelles Las otras vidas, El cuarto del fantasma, La colina de los sacrificios et Te golpearé sin cólera
- Nada del otro mundo (1993), édition augmentée en 2011 Publié en français sous le titre Rien d'extraordinaire, traduit par Philippe Bataillon, Paris, Seuil, 2000  (ISBN 2-02-023912-4)

### Essais
- Córdoba de los Omeyas (1991) Publié en français sous le titre Cordoue des Omeyyades, traduit par Philippe Bataillon, Paris,  Hachette littératures, 2000  (ISBN 2-01-235539-0) ; réédition, Paris, Seuil, 2012  (ISBN 978-2-02-100005-4)
- La verdad de la ficción (1992)
- Pura alegría (1998), contient La realidad de la ficción, La invención de un pasado et Pura alegría
- José Guerrero. El artista que vuelve (2001)
- El atrevimiento de mirar (2012), contient des essais sur la peinture et la photographie, dont Hermosura y luz no usada: un tocador de zanfona de Georges de La Tour ; El atrevimiento de mirar ; Los fusilamientos de la Moncloa ; Las ventanas de Hopper ; Teoría del verano de 1923 ; El retrato y la sombra. Chistian Schad ; El tiempo y las hermanas Brown ; La vocación de Juan Genovés et Miguel Macaya, boxeador de sombras
- Todo lo que era sólido (2013) Publié en français sous le titre Tout ce que l'on croyait solide, traduit par Philippe Bataillon, Paris, Seuil, 2013  (ISBN 978-2-02-111884-1)

### Journaux
- Ventanas de Manhattan (2004) Publié en français sous le titre Fenêtres de Manhattan, traduit par Philippe Bataillon, Paris, Seuil, 2005  (ISBN 2-02-069355-0) ; réédition, Paris, Seuil, coll. « Points » no 1889, 2008  (ISBN 978-2-7578-0805-4)
- Días de diario (2007)

### Articles
- El Robinson urbano (1984), textes publiés dans Ideal
- Diario del Nautilus (1986)
- Las apariencias (1995)
- La huerta del Edén: escritos y diatribas sobre Andalucía (1996)
- Unas gafas de Pla (2000)
- La vida por delante (2002)
- Travesías (2007), choix de textes publiés dans El País entre 1993 et 1997

### Autres publications
- ¿Por qué no es útil la literatura? (1993), en collaboration avec le poète Luis García Montero
- Escrito en un instante (1996), recueils de courts textes
- La huella de unas palabras (1999), en collaboration avec José Manuel Fajardo
- El faro del fin del Hudson (2015), recueils de courts textes sur New York

## Prix et distinctions
- 1988 : Prix national de Narration, L'Hiver à Lisbonne
- 1991 : Prix Planeta, Le Royaume des voix
- 1998 : Prix Fémina étranger, Pleine Lune
- 2004 : Prix Alberto-Benveniste, Séfarade[1]
- 2012 : Prix Méditerranée étranger, Dans la grande nuit des Temps
- 2013 : Prix Jérusalem pour la liberté des individus dans la société
- 2013 : Prix Princesse des Asturies, pour son « engagement littéraire »[2]
- 2020 : Prix Médicis étranger pour Un promeneur solitaire dans la foule